# Euchloe daphalis
Euchloe daphalis är en fjärilsart som först beskrevs av Moore 1865.  Euchloe daphalis ingår i släktet Euchloe och familjen vitfjärilar. Inga underarter finns listade i Catalogue of Life.

## Bildgalleri

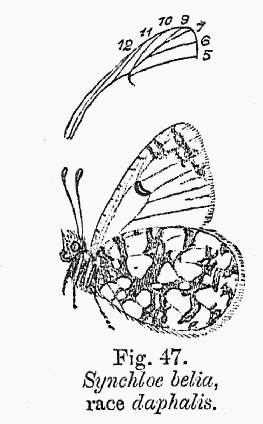
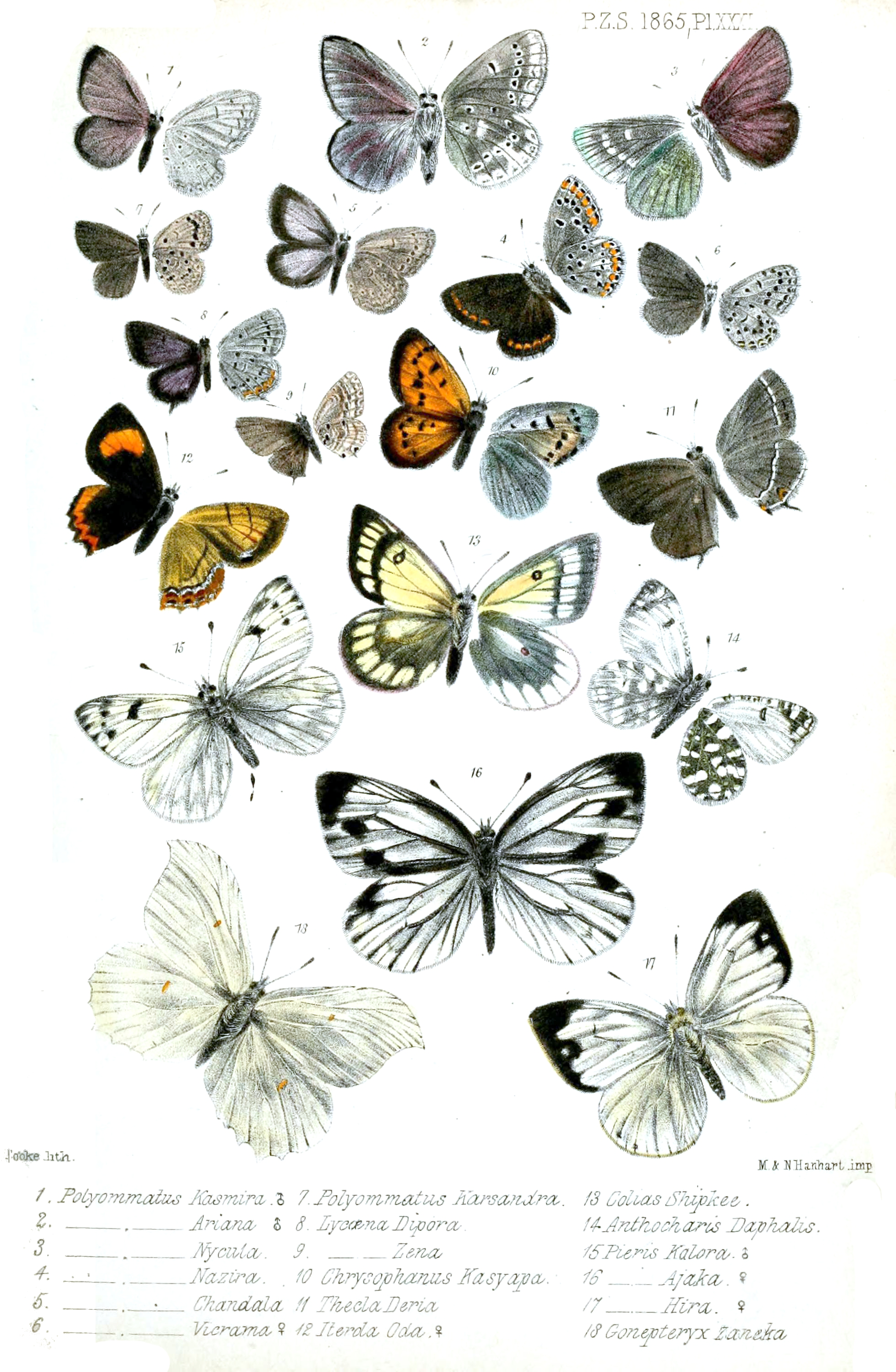